# زونی پوبلوو (نیومکزیکو)
زونی پوبلوو(به انگلیسی: Zuni Pueblo) شهری در ایالت نیومکزیکو کشور ایالات متحده آمریکا است که جمعیت آن در سرشماری سال ۲۰۱۰ میلادی، ۶٬۳۰۲ نفر بوده‌است.

## نگارخانه

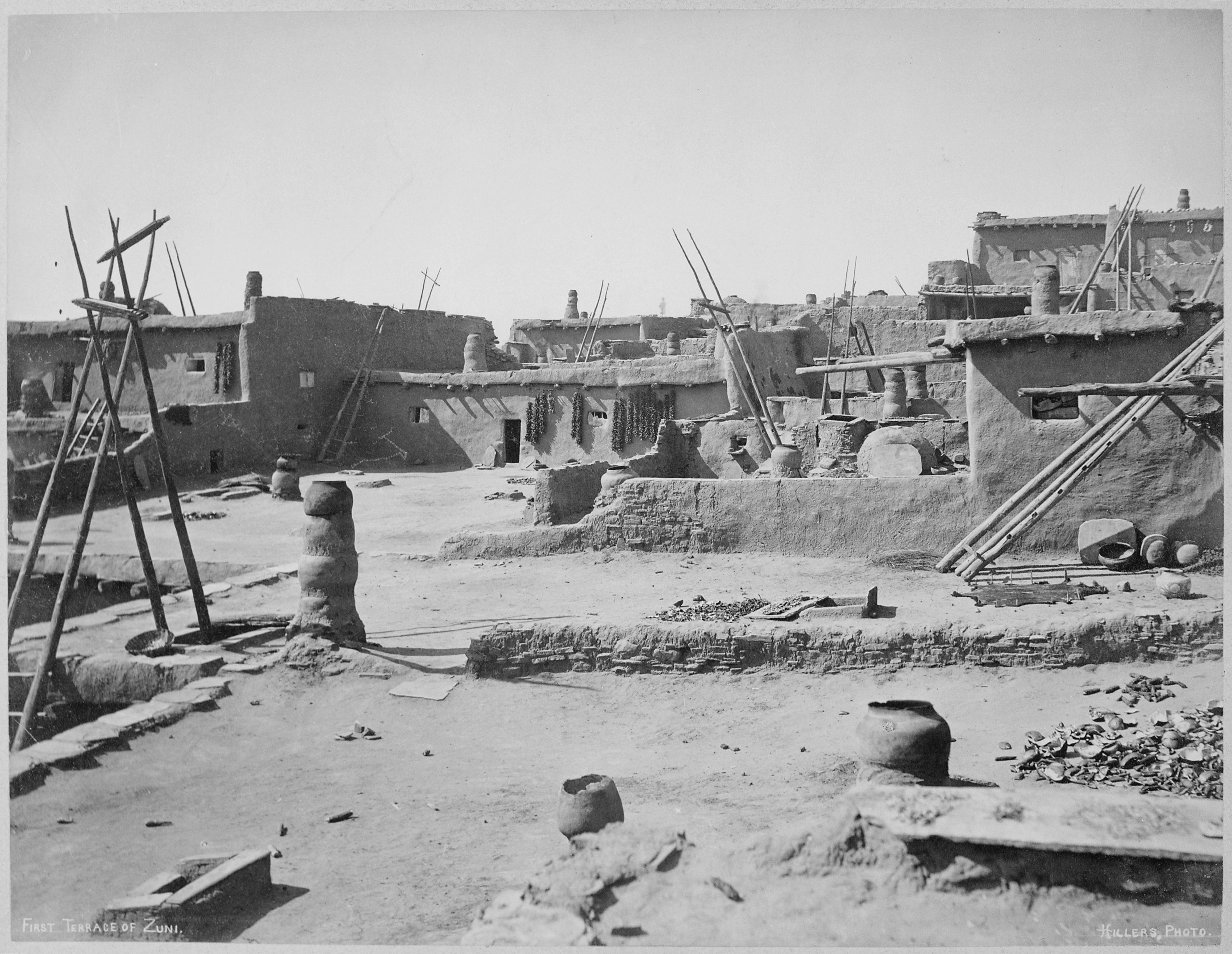
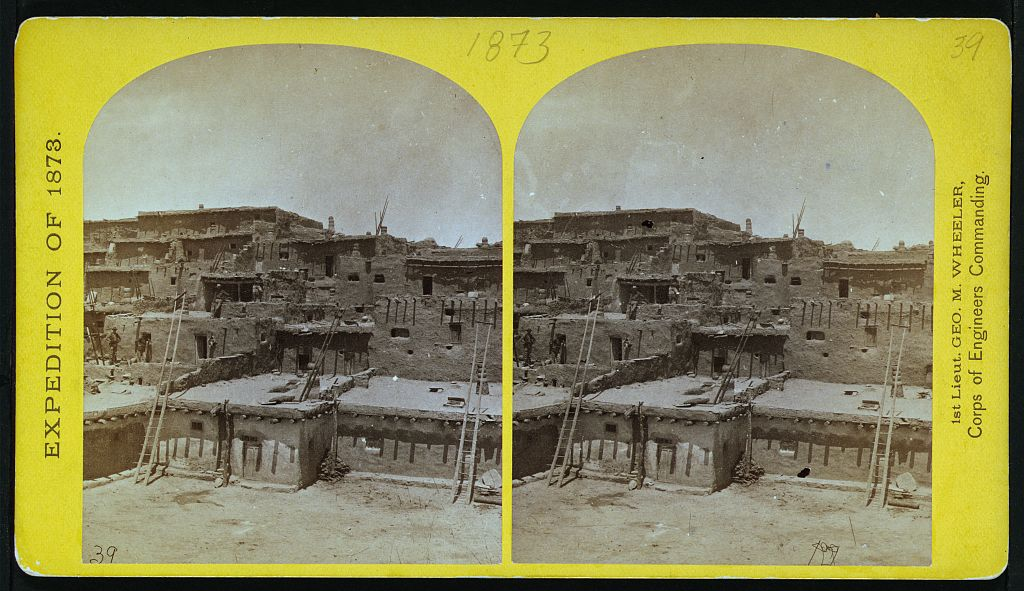

## موقعیت جغرافیایی
موقعیت جغرافیایی شهرها و مناطق اطراف به شرح زیر است: